# Labilita robozabijáka
Labilita robozabijáka je dvanáctý díl druhé řady amerického televizního seriálu Teorie velkého třesku. V této epizodě hostují Carol Ann Susiová a John Ross Bowie. Režisérem epizody je Mark Cendrowski.

## Děj
Howard sestrojí bojového robota, kterého kluci pojmenují MONTE a se kterým se chtějí účastnit ligy bojových robotů. Jakmile se objeví Penny, začne s ní Howard flirtovat, za což se z její strany dočká několika nepříjemných slov. Ponížený Howard zůstává doma, odmítá chodit do práce a stýkat se s kamarády. Leonard donutí Penny jít se Howardovi omluvit. Ten jí vypráví o všech jeho neúspěšných pokusech o vztah. Penny mu řekne, že je v jádru dobrý člověk, jen příliš tlačí na pilu. Howard se jí na to pokusí políbit, načež mu Penny zlomí nos. Mezitím se kluci se svým robotem utkávají s robotem jejich kolegy Barryho (John Ross Bowie), který je k souboji vyzval. Protože je ale Barryho robot daleko silnější a Howard není k dispozici, kluci souboj snadno prohrávají a MONTE je zničen.

## Obsazení
| Johnny Galecki    | Leonard Hofstadter |
| Jim Parsons       | Sheldon Cooper     |
| Kaley Cuoco       | Penny              |
| Simon Helberg     | Howard Wolowitz    |
| Kunal Nayyar      | Raj Koothrappali   |
| Carol Ann Susiová | Debbie Wolowitz    |
| John Ross Bowie   | Barry Kripke       |